# Ащаяха
Ащаяха — река в Восточной Сибири, приток нижнего Енисея, течёт по территории Таймырского Долгано-Ненецкого района Красноярского края России. Длина реки — 25 км. Впадает в реку Енисей справа на расстоянии 127 км от её устья, на территории урочища Ладыгинские Яры напротив острова Насоновский. В 1 км от устья в реку впадает приток Орёл.
По данным государственного водного реестра России относится к Енисейскому бассейновому округу.
- Код водного объекта 17010800412116100111002[2].